# Peyrabout
Peyrabout ist eine Gemeinde im Zentralmassiv in Frankreich. Sie gehört zur Region Nouvelle-Aquitaine, zum Département Creuse, zum Arrondissement Guéret und zum Kanton Ahun. 

## Lage
Peyrabout grenzt im Norden an Sainte-Feyre, im Nordosten an La Saunière, im Osten an Saint-Yrieix-les-Bois, im Süden an Lépinas, im Südwesten an Maisonnisses und Sardent sowie im Westen an Savennes. Nahe dem Ortsteil Pétillat entspringt die Gartempe.

## Bevölkerungsentwicklung

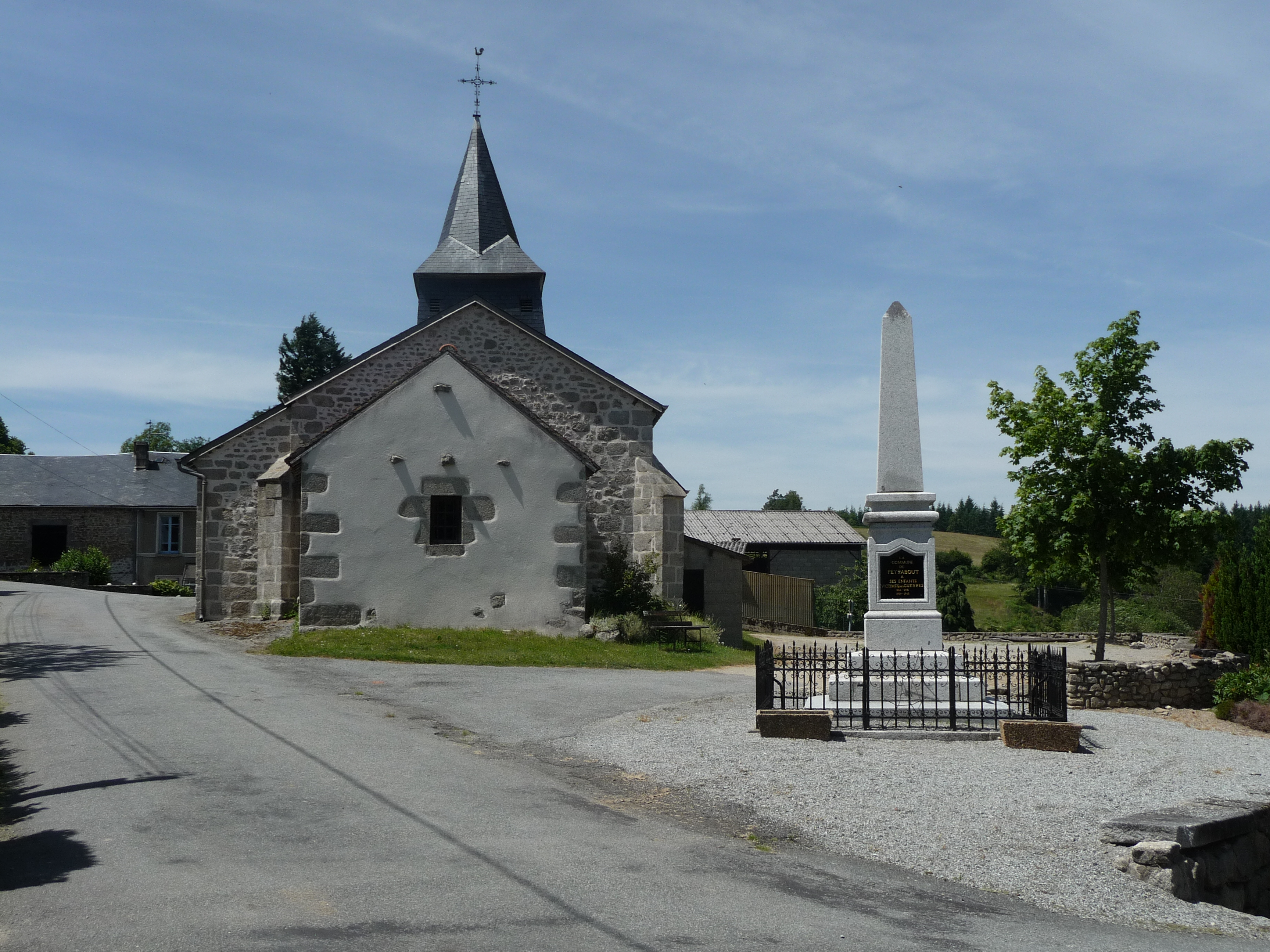
Kirche Sainte-Marie-Madeleine und Gefallenendenkmal

| Jahr      | 1962 | 1968 | 1975 | 1982 | 1990 | 1999 | 2008 | 2018 |
| --------- | ---- | ---- | ---- | ---- | ---- | ---- | ---- | ---- |
| Einwohner | 139  | 111  | 114  | 171  | 162  | 158  | 140  | 155  |